# Monice
Monice – część miasta Sieradza w Polsce, w województwie łódzkim, w powiecie sieradzkim. Rozpościerają się wzdłuż ulicy Krakowskie Przedmieście, w południowej części miasta. Położone są na wysokiej skarpie pradoliny Warty, przy dawnym trakcie krakowskim, który stanowi przedłużenie ul. Krakowskie Przedmieście.

## Historia
Dawna wieś posiada bardzo starą metrykę, bowiem odkryto tu szczątki osady z późnego okresu rzymskiego i z okresu wielkiej wędrówki ludów. Monice zostały wymienione po raz pierwszy w bulli papieża Innocentego II z 1136 r. Manin (Manicze) wymienione w dokumencie z 1257 r. według którego Kazimierz Wielki otrzymuje tę wieś (i Żarnowo) od arcyb. Jarosława, w zamian za Spicymierz i inne posiadłości, to zdaniem historyków Monice, nie było bowiem wówczas miejscowości o podobnum brzmieniu. Wieś była królewszczyzną, a jej mieszkańcy, za czasów Stefana Batorego, służyli w piechocie wybranieckiej. Przetrwała legenda kmiecego rodu Gołębiów zwanego „wybrańcami” czy Podsiadłych, którzy wywodzą się od osadzonych tu niegdyś jeńców tatarskich. Wieś była obciążona czynszem z przeznaczeniem na reparacje zamku sieradzkiego. Przetrwały wiadomości o dawnych nadaniach królów na rzecz wsi i o procesie z 1724 r., w którym przed sąd królewski pozwali moniczanie dzierżawiącego wieś starostę sieradzkiego. W 1827 r. było tu 75 dymów, a w 1885 r. 86 dymów (chat). Była też karczma nad Żegliną, młyn wodny i wiatrak. W latach 40. XIX w. wieś została sprzedana Reszotarskim. Przed I wojną św. należała (w II pokoleniu) do Jana Dziembowskiego, a w części do uwłaszczonych po 1864 r. włościan. Dwór i zabudowania folwarczne po II wojnie św. wykorzystała Gminna Spółdzielnia.
Do końca lat 50. XX w. przetrwała w Monicach tradycja noszenia sieradzkich strojów ludowych. W dalszym ciągu wyrabia się tu na warsztatach tkackich tradycyjne zapaski i pasiaki, pająki ze słomy, wycinanki, hafty, pisanki.
W okresie okupacji niemieckiej, w latach 1941–1945 Monice objęte były poligonem niemieckich wojsk pancernych. Ludność polską w większości wysiedlono, część domów zburzono. Wybudowano drewniane baraki z przeznaczeniem dla wojska, jeńców wojennych, warsztaty naprawcze czołgów. W 1944 r. wokół wsi zbudowano schrony i umocnienia wojenne. Po wojnie wieś w zasadzie powstała od nowa.

## Historia administracyjna
Monice to wieś królewska w starostwie sieradzkim w powiecie sieradzkim województwa sieradzkiego w końcu XVI wieku. W latach 1867–1953 należały do gminy Bogumiłów w powiecie sieradzkim, której były siedzibą. W Królestwie Polskim przynależała do guberni kaliskiej, a w okresie międzywojennym do woj. łódzkiego. Tam, 19 listopada 1933 utworzyły gromadę Monice w granicach gminy Bogumiłów, składającą się z kolonii Dębowa Górka, kolonii Grobla, osady Grobla-Sadykierz, wsi Monice, kolonii Monice Poduchowne, kolonii Monice cz. I, folwarku Monice A, fowlarku Monice B, parceli Monice-Rasson, osady Monice-Dwa Młyny, osady Matusiaków-Monice, części folwarku Monice-Rasson i kolonii Sadykierz.
Podczas II wojny światowej włączona do III Rzeszy. Po wojnie ponownie w powiecie sieradzkim w woj. łódzkim. 21 września 1953 weszły w skład gminy Monice, utworzonej z obszaru zniesionej gminy Bogumiłów. W związku z reorganizacją administracji wiejskiej (zniesienie gmin) jesienią Mokre Wojsławskie weszło w skład nowo utworzonej gromady Monice w powiecie sieradzkim. Tam przetrwały do końca 1972 roku, czyli do kolejnej reformy gminnej.
1 stycznia 1973, w związku z kolejną reformą administracyjną (odtworzenie gmin i zniesienie gromad i osiedli) Monice weszły w skład nowo utworzonej gminy Sieradz. W latach 1975–1979 miejscowość administracyjnie należała do województwa sieradzkiego. 1 grudnia 1979 Monice włączono do Sieradza.

## Literatura
- A. Ruszkowski, Wioski podmiejskie, które wchłonął Sieradz (Górka, Olendry, Męka, Monice, Zapusty), [w:] „Na sieradzkich szlakach” nr 1/73/2004/XIX, s. 28–33.